# Sielsowiet Girki
Sielsowiet Girki (biał. Гіркаўскі сельсавет; ros. Гирковский сельсовет) – sielsowiet na Białorusi, w obwodzie grodzieńskim, w rejonie werenowskim, z siedzibą w Girkach. Od północnego zachodu graniczy z Litwą.
Według spisu z 2009 sielsowiet Girki zamieszkiwało 1166 osób, w tym 1034 Polaków (88,68%), 65 Białorusinów (5,57%), 38 Litwinów (3,26%), 18 Rosjan (1,54%), 10 Ukraińców (0,86%) i 1 osoba, która nie podała żadnej narodowości.

## Miejscowości
- agromisteczko
  - Girki
- wsie:
  - Dubińce
  - Kłajsze
  - Korgowdy
  - Kule
  - Lelańce
  - Lelusze
  - Lipkuńce
  - Łunki
  - Nowiki
  - Pałaszki
  - Słobódka
  - Sołtaniszki
  - Tołciszki
- chutor:
  - Wysokie